# Ospedale civile di Legnano
L'ospedale civile di Legnano è il maggior presidio ospedaliero dell’ASST Ovest Milanese ed è sito a Legnano, comune della città metropolitana di Milano, in Lombardia. Il primo padiglione dell'ospedale di Legnano venne costruito nel 1903 in via Candiani grazie al contributo dei cittadini legnanesi, con gli industriali locali che ebbero un ruolo di primo piano. Nel corso del XX secolo il nosocomio legnanese subì diversi ampliamenti. I vecchi padiglioni sono stati sostituiti dal nuovo ospedale, che si trova in via Papa Giovanni Paolo II a Legnano e che è stato inaugurato il 4 febbraio 2010.

## Le premesse

### L'assistenza sanitaria a Legnano nei secoli

L'antico ospizio medievale di Sant'Erasmo

Per secoli Legnano non ha avuto un centro organizzato di cura sanitaria e assistenziale. La prima struttura situata a Legnano che iniziò a fornire parzialmente assistenza ospedaliera fu l'Ospizio Sant'Erasmo, che venne edificato a cavallo tra il XIII e il XIV secolo: per il resto la comunità legnanese dipendeva dagli ospedali di Milano. I primi due nosocomi aperti nella Lombardia centro-occidentale vennero fondati nel XIV secolo a Rho ed Abbiategrasso.
Il primo cambiamento significativo si ebbe nel 1784, con la fondazione del pellegrosario di Legnano, ovvero di una struttura sanitaria organizzata adibita alla cura della pellagra, cioè di una malattia comparsa all'inizio del XVII secolo che era dovuta all'eccessivo consumo di mais a scapito di quello della carne. La malattia era particolarmente diffusa tra la popolazione contadina, dato l'elevato costo della carne. Le autorità austriache, che all'epoca governavano il Ducato di Milano, come sede del pellegrosario di riferimento per il Legnanese pensarono dapprima al monastero dei cistercensi di Parabiago e poi al convento di Santa Chiara di Legnano, edificio monastico che venne fondato nel 1492 e che era situato nell'odierno corso Italia, tra via Giolitti e largo Seprio. 

Il cortile del convento di Santa Chiara di Legnano

Nel 1784, tramite decreto governativo, il convento di Santa Chiara fu sconsacrato e trasformato in pellegrosario. L'edificio era particolarmente adatto perché era provvisto di una propria roggia, dove era facilmente prelevabile l'acqua necessaria per la cura della malattia. La direzione della struttura venne affidata a Gaetano Strambio, medico condotto che fece studi decisivi sulla cura della pellagra. In particolare Strambio capì, durante il suo soggiorno a Legnano, che essa non era una malattia stagionale, ma un morbo che interessava l'apparato digerente e nervoso indipendentemente dalla stagione. Il pellegrosario di Legnano arrivò a ospitare fino a 100 posti letto e divenne un vero e proprio punto di riferimento, tant'è che venne visitato nel 1785 dall'imperatore Giuseppe II d'Asburgo. Alcuni problemi di bilancio dovuti alla gestione della struttura portarono alla sua chiusura nel 1788: i legnanesi affetti da pellagra furono quindi nuovamente obbligati a recarsi all'Ospedale Maggiore di Milano nonostante la loro città fosse stata protagonista di importanti avanzamenti nello studio della malattia.

Saule Banfi, medico e patriota legnanese

Degno di nota, tra i medici condotti legnanesi, ovvero tra quei medici dipendenti dai comuni italiani che prestavano assistenza sanitaria ai poveri, fu uno dei protagonisti delle lotte risorgimentali, Saule Banfi. Il patriota legnanese, che esercitò la professione medica nella prima parte del XIX secolo, partecipò attivamente all'epopea risorgimentale e fu arrestato durante le cinque giornate di Milano (marzo 1848). Saule Banfi si aggiudicò il primo concorso di condotta chirurgia organizzato a Legnano, il cui bando venne emesso dal comune nel marzo del 1833. Banfi non fu però nominato medico condotto in chirurgia, ruolo che venne invece assegnato a Stefano Colonetti: tale decisione fu opera del dottor Rinaldi, che scelse Colonetti perché laureato in medicina chirurgica. Il bando specificava infatti che sarebbe stato preferibile, per il futuro medico condotto specializzato in chirurgia, avere questo titolo di studio.
La necessità di costruire un vero e proprio ospedale a Legnano fu sentita nella seconda parte del XIX secolo, quando il secolare borgo agricolo si trasformò in una città industriale. Fino ad allora la cura degli ammalati era a carico delle opere pie; dopo l'Unità d'Italia, una serie di leggi obbligarono queste ultime a cambiare parzialmente finalità, rinunciando alla cura degli ammalati, che passò agli enti locali statali. A questo avvenimento si aggiunse la già citata trasformazione di Legnano da borgo agricolo a importante centro industriale. Ciò portò a un cospicuo incremento demografico e a un aumento dei casi registrati per talune malattie; quest'ultimo aspetto era principalmente causato dalle condizioni di lavoro, che erano estremamente dure sia per i ritmi (gli operai legnanesi dell'epoca svolgevano le loro attività fino a 11 ore al giorno), sia per i luoghi di lavoro, che erano umidi, poco illuminati e, più in generale, malsani, senza contare il fatto che nelle fabbriche legnanesi era largamente impiegata la manodopera infantile, con tutte le conseguenze del caso. Tutto ciò causò un sensibile aumento degli infortuni sul lavoro: questo contraccolpo sociale iniziò a far serpeggiare tra la società civile legnanese l'idea che nella città fosse necessario un ospedale, data la portata del problema.

### Il comitato per l'erigendo ospedale
In questo contesto sociale e industriale, la necessità più pressante per i legnanesi dell'epoca diventò la costruzione di un moderno ospedale. Fino ad allora la stragrande maggioranza dei legnanesi affetti da patologie gravi erano obbligati, come già accennato, a recarsi all'Ospedale Maggiore di Milano. Per potersi recare al nosocomio della metropoli lombarda, i legnanesi malati dovevano sobbarcarsi un lungo viaggio su carri spesso scoperti che viaggiano lungo strade piuttosto dissestate. Invece, per le malattie o le infermità meno gravi, a Legnano operavano tre medici condotti e due farmacisti. Questa organizzazione sanitaria locale, con il costante incremento demografico e con l'aggravarsi delle patologie legate al lavoro nelle industrie legnanesi, diventò obsoleta: iniziò quindi sempre di più a maturare l'idea che Legnano avesse bisogno di un ospedale vero e proprio, organizzato con criteri moderni.

Inaugurazione del primo monumento al Guerriero di Legnano, che fu realizzato da Egidio Pozzi e che venne inaugurato il 29 maggio 1876

La prima iniziativa concreta finalizzata all'edificazione dell'ospedale è legata indirettamente alla visita che Giuseppe Garibaldi fece a Legnano il 16 giugno 1862. Durante il discorso che proferì, l'Eroe dei due Mondi invitò i legnanesi a erigere un monumento dedicato alla battaglia di Legnano (29 maggio 1176). Per realizzare questo monumento, il comune di Legnano destinò 10.000 lire. Il primo monumento, che venne inaugurato il 29 maggio 1876 nel settimo centenario della battaglia, restò integro per poco tempo: a causa della decurtazione della somma stanziata, il monumento venne realizzato in cartapesta e quindi si sciolse alle prime piogge. La seconda versione del monumento, l'odierno monumento al Guerriero di Legnano, che fu opera di Enrico Butti, venne poi inaugurato nell'anno 1900. In precedenza, proprio per la realizzazione dell'opera di Butti, venne aperta una sottoscrizione pubblica per raccogliere un adeguato ammontare di fondi. Non tutti però erano d'accordo su questa profusione di mezzi per realizzare il monumento. Il consigliere comunale legnanese Leopoldo Sconfietti pronunciò, durante il consiglio comunale del 19 aprile 1897, queste parole:
(Leopoldo Sconfietti)
Il sindaco Fedele Borghi rispose facendo presente che il denaro raccolto per l'erezione del monumento non poteva cambiare la destinazione d'uso, fermo restando la necessità di edificare l'ospedale. La discussione, che ormai era iniziata, continuò sui giornali dell'epoca, che iniziarono a dare forte risalto a questa necessità di Legnano. Come conseguenza, qualche settimana dopo il citato intervento di Leopoldo Sconfietti in consiglio comunale, fu creato un comitato, seppur non ufficiale, per l'erigendo ospedale. Tra le sue iniziative, ci fu quella di sensibilizzare l'opinione pubblica nei confronti di questa necessità con la distribuzione di volantini e l'affissione di manifesti lungo le vie cittadine. Uno stralcio del manifesto, che era sottoscritto da otto personalità legnanesi di spicco, recitava:
(Stralcio del manifesto del comitato per l'erigendo ospedale)
L'obiettivo fu infine raggiunto: sia l'Amministrazione comunale che l'opinione pubblica si sensibilizzarono verso questa necessità della comunità legnanese.

### Il comitato per il reperimento dei fondi
A cavallo tra il XIX e al XX secolo era raro che le autorità cittadine si rivolgessero agli organi statali centrali per ottenere i fondi necessari per realizzare le loro opere pubbliche. Erano invece molto comuni le sottoscrizioni popolari, ovvero il reperimento dei fondi attraverso donazioni di privati, industrie, associazioni, ecc.
Anche per la realizzazione dell'ospedale civile di Legnano fu scelto di organizzare una sottoscrizione popolare. Il primo passo concreto per l'accantonamento della somma necessaria per l'edificazione di tale opera fu una festa da ballo di beneficenza organizzata nel 1889 durante la festività di San Magno all'interno del salone dell'asilo infantile di corso Magenta. Durante questa manifestazione vennero raccolte circa 1.000 lire, somma ancora molto bassa rispetto a quella necessaria, ma sufficiente per aprire un libretto presso la cassa di risparmio.
Il primo passo ufficiale del comune di Legnano fu compiuto il 30 maggio 1899, quando il consiglio comunale deliberò l'istituzione di un comitato ufficiale la cui finalità sarebbe stata quella di reperire i fondi necessari per la costruzione dell'ospedale. Questo comitato era costituito dal sindaco di Legnano, dal prevosto, dal presidente della Congregazione di Carità di Legnano e da altri personaggi illustri della città. Come presidente del comitato fu eletto il notaio Cesare Candiani, che era anche presidente della già citata Congregazione di Carità e che sarà poi il fondatore e il primo presidente dell'ospedale di Legnano. A Cesare Candiani il comune di Legnano dedicherà poi la via che costeggia la cosiddetta "entrata vecchia" dello storico ospedale di Legnano. 

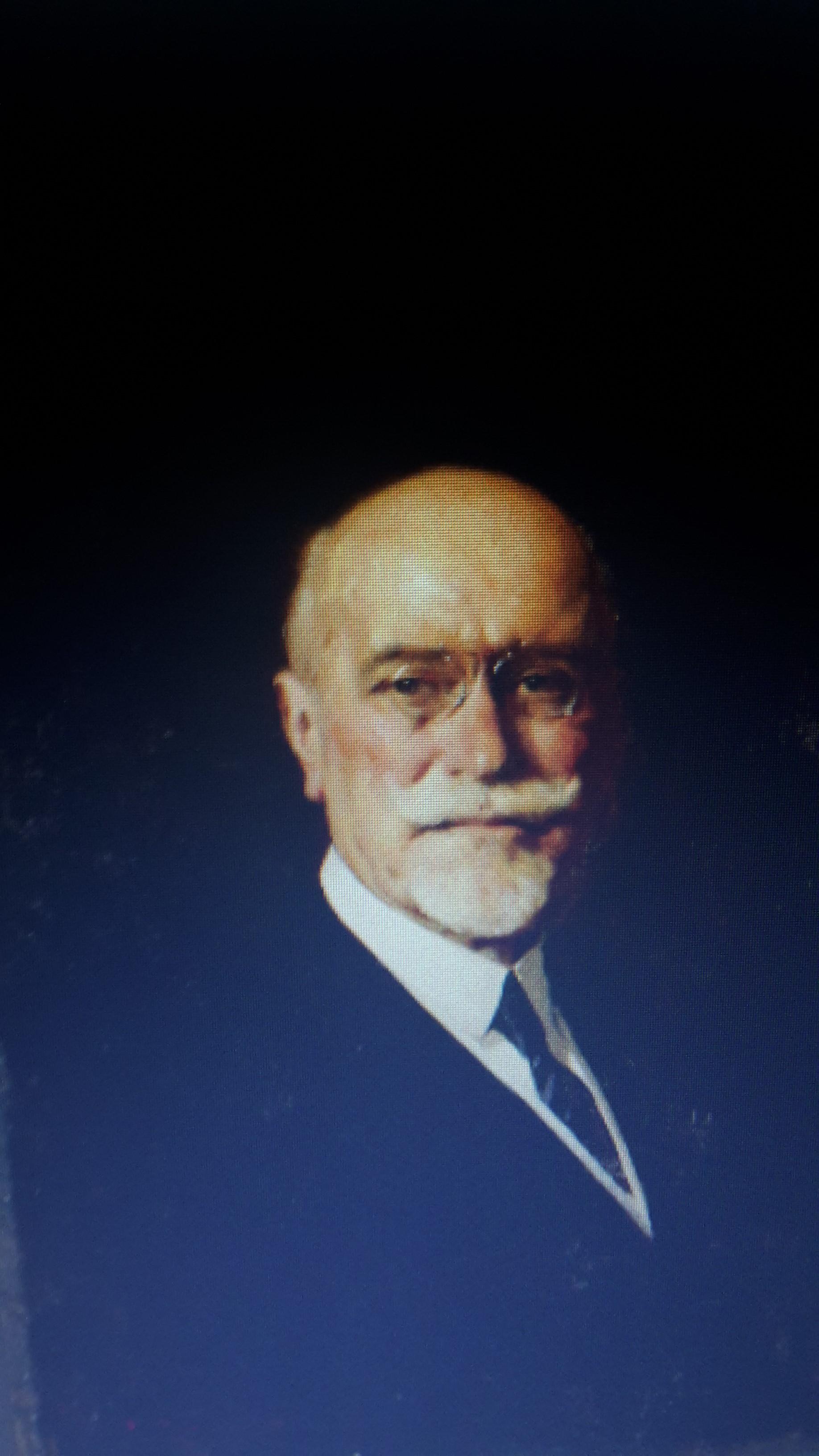
Luigi Broggi, il progettista del nucleo storico del vecchio nosocomio legnanese

Durante la prima riunione del comitato, che avvenne il 19 febbraio 1900, venne deciso di focalizzare l'attenzione sulla sottoscrizione aperta alla cittadinanza e agli industriali legnanesi. Agli imprenditori fu poi spedita una lettera in cui si chiedeva l'elargizione di fondi per la costruzione dell'ospedale. Le industrie più generose furono poi la Franco Tosi e il Cotonificio Cantoni: quest'ultimo, in particolare, si impegnò a elargire una somma annuale al futuro ospedale avendo come contropartita tre posti letto riservati ai propri operai. Per quanto riguarda invece la raccolta fondi tra la cittadinanza, il comitato decise di invitare i cittadini a versare le proprie donazioni entro il maggio dell'anno 1900 agli sportelli della Banca di Legnano.
Le iniziative del comitato fecero raggiungere, come cifra raccolta, le 350.000 lire, che era un ammontare sufficiente per far iniziare la fase progettuale dell'erigendo ospedale. L'incarico di redigere il progetto venne affidato all'architetto Luigi Broggi di Milano. Broggi decise di prestare la sua opera gratuitamente in omaggio a Eugenio Cantoni, imprenditore e personalità di spicco dell'Alto Milanese nonché storico presidente dell'omonimo cotonificio. A questo punto intervenne nuovamente il comune di Legnano, che decretò ufficialmente la formazione di un nuovo comitato, questa volta destinato a coordinare la fondazione dell'ospedale. Questo secondo comitato era formato dal sindaco Fedele Borghi (che ne assunse la presidenza), dal prevosto di Legnano Domenico Gianni, da Cesare Candiani, Antonio Bernocchi, Carlo Dell'Acqua, Francesco Dell'Acqua, Enea Banfi, Gabriele Cornaggia Medici, Carlo Cornaggia Medici, Giuseppe Calini, Cesare Saldini, Gianfranco Tosi e Leopoldo Sconfietti, ovvero dalle personalità più in vista della Legnano dell'epoca.
Il terreno su cui si sarebbe realizzato l'ospedale di Legnano venne individuato in una vasta area di 23.664 m² che è situata nei pressi dei colli di sant'Erasmo, nei pressi dell'omonimo ospizio, e che era di proprietà dell'Opera Pia di Sant'Erasmo. Il progetto di massima dell'ospedale prevedeva la realizzazione di cinque padiglioni più una palazzina adibita a direzione. Lo stile architettonico scelto per i nuovi edifici rispecchiava le tendenze dell'epoca, ovvero con l'organizzazione dei servizi in padiglioni separati (il cosiddetto "sistema Tolli"), il cui primo esempio fu l'ospedale Galliera di Genova. Fino al XVIII secolo i nosocomi erano infatti costruiti realizzando edifici unici a forma di croce, forse per richiamare la sofferenza che si provava in questi luoghi: dal secolo successivo la tendenza architettonica cambiò, con la realizzazione di ospedali a padiglioni a separati.
L'obiettivo del comitato era quello di costruire subito il primo padiglione, poi a seguire gli altri quattro. A Franco Tosi, fondatore dell'omonima azienda metalmeccanica e padre del già citato Gianfranco, e a Eugenio Cantoni furono poi dedicate due sale chirurgiche. Contribuirono a far accelerare le fasi propedeutiche della costruzione dell'erigendo ospedale alcuni lasciti testamentari. Degne di nota furono la donazione di Giuseppe Calini, primo sindaco di Legnano dell'Italia Unita, che lasciò a disposizione dell'erigendo ospedale l'80% delle sue sostanze, ovvero 187.000 lire, e i lasciti di Gian Battista Tajé e Natale Bianchi, che donarono, rispettivamente, 4.000 e 1.000 lire.

## Il vecchio ospedale di Legnano

### Il primo padiglione

Il primo padiglione dell'ospedale civile di Legnano durante la sua ultimazione

Nell'anno 1900 la sottoscrizione raggiunse il milione di lire, ammontare che era sufficiente per far iniziare i lavori di costruzione del primo padiglione dell'ospedale. La prima pietra fu posata il 12 maggio 1901 dal sindaco Antonio Bernocchi, mentre la direzione lavori venne affidata al responsabile dell'ufficio tecnico comunale Renato Cuttica. I lavori di costruzione del primo padiglione terminarono nel settembre del 1903 a fronte di una spesa complessiva che aveva superato quella preventivata di 43.230 lire. Questa spesa aggiuntiva venne poi elargita dai membri del comitato promotore in parti uguali, che decisero di pagare di tasca propria per non intaccare il denaro raccolto dalla sottoscrizione popolare.
Il primo padiglione venne solennemente inaugurato il 18 ottobre 1903. La cerimonia previde un primo momento a cui partecipò la cittadinanza e che venne organizzato al mattino, mentre al pomeriggio fu predisposto una seconda fase della cerimonia a cui parteciparono le autorità e le personalità di spicco della Legnano dell'epoca. Il manifesto che invitava la cittadinanza all'inaugurazione recitava:
(Manifesto che invitava la cittadinanza alla cerimonia di inaugurazione del 18 ottobre 1903)

Cerimonia d'inaugurazione del primo padiglione dell'ospedale civile di Legnano (18 ottobre 1903)

Già il giorno successivo all'inaugurazione l'ospedale fu operativo con il servizio di ambulanza chirurgica e con la prestazione sanitaria erogata da due medici condotti. Il corpo infermieristico era formato sia da personale laico che religioso, ovvero anche da suore, che nello specifico appartenevano all'Istituto Santa Maria Bambina di Milano. Queste ultime avevano perlopiù compiti di servizio, come la preparazione dei pasti nelle cucine e l'espletamento del servizio guardaroba. I servizi ospedalieri di chirurgia e di medicina del lavoro vennero attivati il 5 novembre, mentre nei mesi successivi le attività andarono a completamento con l'attivazione dei servizi legati a tutte le altre patologie cliniche. 

Veduta dell'ospedale civile di Legnano dai colli di sant'Erasmo all'inizio del XX secolo, poco dopo l'ultimazione del primo padiglione del nosocomio

Con l'obiettivo di concentrare tutte le attività benefiche e di assistenza nell'ospedale, l'8 dicembre 1904, il nosocomio legnanese venne eretto a ente morale grazie a un regio decreto firmato da re Vittorio Emanuele III di Savoia. All'atto della sua costituzione, l'ente morale ospedaliero di Legnano aveva un patrimonio di 747.331 lire e un reddito annuo di 20.000 lire. Con la trasformazione in ente morale, l'amministrazione dell'ospedale passò alla congregazione di Carità: i due enti avevano, tra l'altro, bilanci separati e un consiglio di amministrazione unico; quest'ultimo verrà poi scisso in due organismi separati, uno per ogni ente, quando il nosocomio legnanese diverrà ospedale di circolo.
Alla direzione dell'ospedale venne messo il chirurgo prof. Ercole Crespi, stimato professionista già in servizio all'ospedale Sant'Antonio Abate di Gallarate. Crespi ricoprì questo ruolo nel nosocomio legnanese dopo aver vinto un concorso pubblico. Nel 1905 fu realizzato, all'interno del perimetro dell'ospedale, un piccolo edificio in stile liberty che fu assegnato ad Ercole Crespi come abitazione. Questo edificio costò 37.408 lire: anche in questo caso i fondi necessari vennero raccolti grazie a una sottoscrizione popolare, questa volta legata a una pesca di beneficenza, e grazie alle donazioni degli industriali legnanesi. Sempre dello stesso anno è l'approvazione del primo regolamento interno dell'ospedale, che venne ratificato il 5 luglio 1905

### Dalla fondazione dell'ospedale alla prima guerra mondiale
Il primo risultato che venne ottenuto dalla presenza di un ospedale a Legnano fu il drastico calo del tasso di mortalità. Se nel decennio 1893-1902 la mortalità a Legnano raggiungeva il 24,80 ‰, nel decennio successivo (1903-1912), cioè con l'ospedale in attività, questo dato scese al 18,24 ‰.
Tale risultato non soddisfò però Luigi Gandini, ufficiale sanitario del nosocomio legnanese, che criticò aspramente le condizioni sanitarie generali della Legnano dell'epoca; a suo dire esse erano la causa principale della diffusione delle malattie. Queste ultime, in particolare, si sarebbero potute limitare grazie a una rigida applicazione della legge sanitaria dell'epoca. Gandini segnalò la pessima qualità delle acque, che era causa di epidemie di tifo, la scarsa disinfezione dei pozzi, la limitata diffusione delle vaccinazioni, la persistente presenza di rifiuti lungo le vie cittadine, la pessima qualità e la limitatezza degli impianti fognari civici, lo scarso controllo sulla vendita del latte, che era spesso venduto già deperito. Quest'ultimo aspetto portava poi al sorgere, nei bambini, della gastroenterite. Per questo atteggiamento polemico i rapporti tra Gandini e l'Amministrazione comunale diventarono piuttosto tesi. In seguito a una relazione compilata dal segretario comunale della città del Carroccio, che venne richiesta dalla sotto prefettura di Gallarate, il comune di Legnano prese dei provvedimenti per migliorare la sanità pubblica cittadina. Anche gli industriali locali misero in pratica dei rimedi, in questo caso finalizzati a limitare gli infortuni sul lavoro, il cui numero conobbe una fase di calo.

Sala di degenza dell'ospedale civile di Legnano in una foto di inizio Novecento

Il 23 luglio 1910 un ciclone colpì Legnano causando quattro morti e diversi feriti. Questo uragano fece danni materiali a moltissimi edifici cittadini, tra cui alla basilica di San Magno, a diverse industrie e all'ospedale. In particolare, per quanto riguarda quest'ultimo, il ciclone danneggiò seriamente il tetto del padiglione inaugurato appena sette anni prima. I danni all'ospedale furono poi riparati anche grazie a un finanziamento pari a 3.500 lire, ottenuto dalla cassa di risparmio, che coprì parzialmente i costi totali dei lavori, i quali ammontavano complessivamente a 6.095 lire. Un secondo problema che si presentò quasi subito fu quello del personale in servizio all'ospedale, che diventò quasi subito insufficiente per soddisfare tutte le crescenti esigenze del nosocomio. Per tale motivo venne deciso di assumere nuovo personale e di aumentare lo stipendio del direttore Ercole Crespi. Queste erano spese aggiuntive che l'ospedale era in grado di affrontare grazie a un computo totale dei movimenti finanziari nel primo decennio di funzionamento che era pari a 58.744,03 lire per le entrate e 42.278,47 lire per le uscite. Queste cifre resero possibile anche alcuni interventi straordinari nei confronti dei poveri, come la distribuzione gratuita di medicinali e l'assegnazione di sussidi.
Nel giro di qualche anno dalla fondazione l'ospedale di Legnano diventò famoso per la qualità dei suoi servizi, tanto che vi affluivano pazienti anche da altre parti d'Italia. Tra il 1908 e il 1910 arrivarono a Legnano malati provenienti da Rovigo, Albissola Marina, Ronco Canavese, Intra, Vicenza, Soave, Conselice, Argenta, Castellucchio, Zimella e Chieti. I posti letto disponibili nel primo padiglione non erano però così numerosi, dato che raggiungevano il numero di 40. Tenendo poi presente che otto posti letto erano tenuti liberi per le emergenze, i posti letto realmente disponibili per i pazienti erano solo 32, un numero giudicato insufficiente per le esigenze della Legnano dell'epoca, tant'è che molti legnanesi erano costretti a ricorrere alle cure degli ospedali di Milano. Per tale motivo si iniziò a pensare alla costruzione di un secondo padiglione. Per quanto riguarda il trasporto a Milano degli ammalati legnanesi più gravi, l'Amministrazione comunale legnanese aveva stipulato una convenzione con la Croce Verde, un'associazione di volontari di Milano fondata nel 1906 che effettuava il servizio di trasporto degli ammalati. Questa associazione, che aprì una succursale a Legnano grazie alla disponibilità di una decina di volontari, trasportava i malati più gravi a Milano grazie a un piccolo carro trainato da una cavallo oppure, se il trasporto era destinato all'ospedale di Legnano, da due uomini: questi furono i prodromi della sezione locale legnanese della Croce Rossa italiana. Questo servizio incompleto e discontinuo continuò fino al 1910, quando l'ospedale fondò il servizio di pronto soccorso, che chiamò "Croce Blu": grazie alle donazioni degli industriali locali fu anche acquistata una nuova lettiga. Già in precedenza l'Amministrazione comunale aveva acquistato una lettiga, che fu ceduta all'ospedale in comodato: questa lettiga, con l'avvento della Croce Blu, fu destinata al trasporto dei pazienti affetti da malattie infettive.

Le scuole "Giosuè Carducci" di Legnano durante il loro uso come ospedale militare (1915-1918)

Le scuole "Barbara Melzi" di Legnano durante il loro uso come ospedale militare (1915-1919)

Con l'entrata dell'Italia nella prima guerra mondiale l'ospedale di Legnano conobbe, come tutto il Paese, un periodo di grande difficoltà dovuto alle ristrettezze causate dal conflitto, che per il nosocomio legnanese si tradussero nella problematicità degli approvvigionamenti dei materiali e nel decremento del numero degli impiegati, che in parte vennero spediti nelle zone di guerra. L'ospedale di Legnano, durante il conflitto, non curò i soldati feriti al fronte italiano di guerra. Per i militari bisognosi di cure, a Legnano, vennero istituiti due ospedali di guerra gestiti dalla Croce Rossa italiana; il nosocomio legnanese, però, non fu totalmente estraneo a questa emergenza, dato che collaborò attivamente con i due ospedali di guerra legnanesi. Essi vennero allestiti in due edifici scolastici legnanesi, ovvero nell'Istituto "Barbara Melzi" (dove fu attivo dal 1915 al 1919) e nelle scuole elementari "Giosuè Carducci" (1915-1918). L'ospedale militare situato nelle scuole Carducci era dotato di un'apparecchiatura radiologica donata dagli industriali legnanesi: a conflitto terminato, al ritorno alla funzione originaria delle due scuole, questa apparecchiatura fu trasferita all'ospedale civile di Legnano.
In questo contesto un evento luttuoso colpì l'ospedale e - più in generale - la città di Legnano: nell'agosto 1916 morì Cesare Candiani, fondatore e il primo presidente del nosocomio legnanese. Tra le commemorazioni decise dopo la scomparsa di Candiani, ci fu quella di realizzare una lapide, che fu poi inaugurata il 1º dicembre 1918. Questa lapide, che fu collocata su una parete del primo padiglione realizzato, recita: 
(Lapide commemorativa dedicata a Cesare Candiani)
Il primo padiglione dell'ospedale fu poi ufficialmente chiamato "padiglione Candiani". Dopo la scomparsa di Candiani il consiglio comunale di Legnano designò alla presidenza dell'ospedale l'industriale locale Antonio Bernocchi.

### Dal primo dopoguerra al secondo conflitto mondiale
Poco prima della fine della prima guerra mondiale in Italia scoppiò l'epidemia di influenza spagnola. La dirigenza del nosocomio legnanese decise di predisporre un piano di emergenza per fronteggiare questa pandemia con l'utilizzo dell'adiacente chiesa di Sant'Erasmo, dell'ospedale militare delle scuole Carducci e di alcuni capannoni industriali messi a disposizione degli imprenditori locali. Fortunatamente, a Legnano e nei comuni limitrofi, l'incidenza del morbo sulla popolazione fu scarso e quindi questo piano di emergenza straordinario non ebbe mai attuazione. Questo scampato pericolo spinse i dirigenti dell'ospedale ad accelerare la costruzione dei nuovi padiglioni: erano infatti diventati urgenti due edifici, uno che avrebbe dovuto ospitare i pazienti affetti da malattie infettive e l'altro che sarebbe stato destinato a ospitare il reparto di pediatria. Il costo totale per realizzare queste due costruzioni fu quantificato in un importo pari a 1.600.000 lire, una parte del quale era coperto dalla sostanziosa eredità lasciata alla Congregazione di Carità di Legnano dall'imprenditore locale Febo Banfi.
Le elezioni nazionali dell'ottobre 1919 cambiarono il panorama politico: vinse infatti la sinistra, in particolar modo quella più radicale. Durante il consiglio comunale del 29 novembre 1919 il consigliere Giuseppe Ratti fece notare: 
(Giuseppe Ratti)
Dopo varie vicissitudini e molte discussione, il presidente della Congregazione Antonio Bernocchi comunicò il proprio pensiero con queste parole:
(Antonio Bernocchi)

Il padiglione Vignati in una foto di inizio XX secolo

La proposta di Bernocchi venne accettata da tutti i consiglieri, che si dimisero. Il primo problema che si trovò ad affrontare il nuovo consiglio di amministrazione fu il bilancio in perdita. Questa situazione era stata causata dalla guerra, che aveva obbligato la dirigenza dell'ospedale ad approntare opere urgenti e dispendiose. Nel 1922, ad esempio, il disavanzo ammontava a 284.155,45 lire. Questo deficit era principalmente dovuto al mancato pagamento, da parte del comune di Legnano, dei rimborsi relativi ai ricoveri relativi all'anno precedente. Dopo un lungo contenzioso il comune pagò il corrispettivo che doveva all'ospedale, che ammontava a 206.848,88 lire. Nel novembre 1923 il professor Ercole Crespi, direttore del nosocomio fin dalla sua fondazione, rassegnò le dimissioni dopo vent'anni di servizio in seguito a una campagna di stampa incentrata sulle presunte inefficienze della struttura, accuse che si riveleranno poi infondate.
Nel 1920 fu compiuto il primo passo concreto per la costruzione del secondo padiglione dell'ospedale, che avrebbe dovuto essere destinato alle malattie croniche: Fabio Vignati, imprenditore tessile locale, si offrì ufficialmente per finanziare l'opera. Vignati volle anche finanziare una seconda opera, ovvero un piccolo edificio da destinare alle malattie infettive. Quest'ultimo venne inaugurato il 6 giugno 1923, mentre il padiglione per i malati cronici fu preso in consegna dall'ospedale, poco dopo l'inaugurazione, il 26 ottobre 1927. Il padiglione Vignati, cioè quello destinato ai malati cronici, fu subito intitolato a Fabio Vignati e alla moglie Giuseppina e venne poi principalmente utilizzato per il ricovero dei vecchi inabili e degli indigenti. Il problema per questo tipo di malati fu però risolto solo parzialmente. Grazie all'intervento economico di Vignati, l'ospedale non spese fondi propri per realizzare questo primo ampliamento e fu quindi libero di utilizzare risorse proprie per predisporre un secondo ampliamento. Venne innanzitutto costruito un edificio in stile liberty che fu destinato a ospitare gli uffici dell'amministrazione, i servizi e la portineria e che costò 477.000 lire. 

Il padiglione Bernocchi in una foto del 1927

Nel 1926 cominciarono i lavori di realizzazione del terzo padiglione, che sarebbe stato il gemello speculare del primo padiglione, quello inaugurato nel 1903. Il nuovo edificio avrebbe ospitato la chirurgia, mentre nel primo padiglione costruito sarebbe stata ospitata la medicina generale. Questa nuova costruzione, il cui costo ammontò a 1.750.000 lire, venne realizzata grazie al contributo finanziario di enti locali, di industriali e di privati attraverso una sottoscrizione popolare. Il più importante finanziatore di questa opera fu Antonio Bernocchi, che donò 500.000 lire. Il terzo padiglione fu inaugurato il 26 ottobre 1927. Nel 1930 fu intitolato ad Antonio Bernocchi, morto proprio in quell'anno. Nel suo testamento Bernocchi lasciò poi all'ospedale, per la realizzazione del quarto padiglione, 1.000.000 lire.
Con il passare del tempo il numero di posti letto crebbe considerevolmente: dai 40 posti letto del 1903 si passò ai 65 del 1914, ai 90 del 1919, ai 114 del 1921 e fino ai 210 del 1927 (quest'ultimo dato fu raggiunto grazie alla realizzazione del terzo padiglione). I 210 posti letto del 1927 erano suddivisi in 90 letti per la chirurgia, 50 per la medicina, 25 per la maternità e gli altri posti letto per le altre discipline mediche (otoiatria, dermosifilopatia, oculistica, neurologia, ortopedia, ecc.).
Il 1926 fu segnato da un avvenimento importante per l'ospedale di Legnano: diventò "ospedale di circolo", ovvero un nosocomio destinato a servire anche i comuni limitrofi e non solo la città di Legnano. Questa trasformazione fu resa obbligatoria da una legge nazionale. Da questo momento in poi l'ospedale di Legnano iniziò a essere un punto di riferimento anche per i comuni di Busto Garolfo, Canegrate, Castellanza, Cerro Maggiore, Parabiago, Rescaldina, San Giorgio su Legnano e San Vittore Olona, con il bacino totale di potenziali pazienti che ammontava all'epoca a circa 85.000 abitanti. Fino a questo momento gli ammalati di questi comuni erano obbligati a dipendere dall'Ospedale Maggiore di Milano. Dal 1929, come conseguenza di questa trasformazione, l'ospedale di Legnano ebbe una nuova struttura amministrativa: il consiglio di amministrazione era ora formato da nove membri, ovvero dal presidente della Congregazione di Carità di Legnano, da cinque membri nominati dal podestà di Legnano e da tre membri nominati dal prefetto di Milano in concerto con l'omologo funzionario di Varese. La scelta di questi tre membri - quelli nominati dalle prefetture - doveva essere fatta prendendo in considerazione una lista compilata dai podestà dei comuni facenti parte del circolo ospedaliero. Il presidente era invece nominato dal prefetto di Milano, che lo sceglieva tra i nove membri del consiglio di amministrazione del nosocomio. 

La palazzina in stile Liberty adibita a uffici in una foto del 1923

Come conseguenza pratica della trasformazione a ospedale di circolo, la commissione ministeriale che seguiva il decentramento ospedaliero destinò al nosocomio legnanese 1.000.000 di lire per la realizzazione del quarto padiglione e per l'acquisto dei suoi arredi (800.000 lire per la costruzione vera e propria e 200.000 lire per gli arredi). Nel 1928 si risolse definitivamente il problema del servizio di trasporto degli ammalati. Il regio decreto nº2034 del 10 agosto 1928 consentì alla Croce Rossa Italiana di assorbire tutte le altre associazioni di assistenza che compivano servizi analoghi. A Legnano, in particolare, la neonata sezione locale della Croce Rossa assorbì la già citata succursale legnanese della Croce Verde. In seguito la Croce Rossa mise a disposizione, per la sua sezione locale legnanese, due autolettighe Fiat 1100, mentre i locali destinati a ospitare l'associazione vennero ceduti dall'ospedale.
Gli anni trenta furono caratterizzati dall'ottimizzazione e dall'ampliamento delle attività ospedaliere e dalla risoluzione dei problemi più gravosi; ciò fu possibile dalle disponibilità finanziarie del nosocomio, che erano ottime per via della loro gestione oculata, nonché per via delle donazioni dei cittadini e degli industriali. Nel 1935 il reparto di maternità si sistemò nei due piani dell'edificio che ospitava anche gli uffici amministrativi, mentre il reparto di pediatria nel 1938 fu collocato temporaneamente nell'edificio che un tempo fu la dimora del prof. Ercole Crespi. A metà degli anni trenta vennero realizzati i primi laboratori di analisi chimico-cliniche, sierologiche e microbiologiche, ponendo fine alla dipendenza dagli altri nosocomi dell'ospedale di Legnano, mentre il reparto di chirurgia fu spostato nel terzo padiglione, quello inaugurato nel 1927. Tale era la rinomanza dell'ospedale di Legnano, sia per la qualità dei servizi erogati che per l'avanzamento tecnologico delle attrezzature mediche, che l'Università di Pavia decise di far compiere un tirocinio ad alcuni suoi laureati in medicina e chirurgia proprio nel nosocomio legnanese. Tra i macchinari più moderni presenti nell'ospedale di Legnano c'erano un gabinetto di radiologia completo di impianti di radiodiagnostica, elettroterapia, diatermia, marconiterapia, fototerapia e di una macchinario per raggi X. Nel reparto di chirurgia si utilizzava il bisturi elettronico, ritrovato tecnologico di recentissima invenzione il cui uso debuttò in diversi ospedali, tra cui nel nosocomio legnanese.
Un'altra eccellenza dell'ospedale di Legnano fu il centro di cura per l'encefalite letargica e del parkinsonismo postencefalico, che venne fondato nel 1937 sotto il patrocinio della regina Elena e che fu tra i primi ad essere aperti in Italia. Questi centri, che vennero principalmente aperti nella grandi città, fu un fiore all'occhiello del nosocomio legnanese; in questo centro fu tra l'altro perfezionato il farmaco più comune utilizzato all'epoca per curare questa malattia. Tale centro, che venne intitolato nel 1941 alla regina Elena, era situato nel padiglione Vignati e poteva ospitare fino a 40 pazienti.

La casa di cura "Andrea Bernocchi" in una foto del 1938

Dato l'incremento demografico che era avvenuto negli ultimi anni a Legnano e nei comuni limitrofi, venne deciso di ampliare l'ospedale e di migliorare significativamente alcuni servizi. Grazie al contributo annuale di 75.000 lire erogato a partire dal luglio 1936 da parte del comune di Legnano, e considerando l'eredità di Giuseppe Calini a favore del nosocomio non ancora utilizzata nonché la donazione di 500.000 lire da parte di Andrea Bernocchi, vennero realizzati lavori per un ammontare totale di 1.850.000 lire. In particolare nel 1938 fu inaugurata una casa di cura, che venne poi dedicata ad Andrea Bernocchi e che fungeva da "clinica privata" a pagamento per i cittadini più abbienti (in totale, la costruzione e l'arredamento di questa casa di cura costò 470.000 lire) e, sempre nel 1938, vennero istituiti i reparti di ortopedia e traumatologia. Furono poi realizzati altri lavori, tra cui l'ampliamento della portineria e la razionalizzazione degli spazi interni all'ospedale. È di questo periodo la donazione all'ospedale di un fabbricato adiacente all'area dove sorge il vecchio nosocomio, in seguito inglobato nel complesso ospedaliero, realizzato nel 1922 dall'azienda locale De Angeli-Frua per assistere bambini gracili e semirachitici, in origine destinato ai figli dei propri dipendenti e dal 1925 anche ai figli degli operai delle altre aziende locali. L'edificio venne donato della De Angeli-Frua per commemorare uno dei suoi fondatori, Giuseppe Frua.
Nel 1940 l'Italia entrò nella seconda guerra mondiale. Gli unici problemi duraturi nel tempo che l'ospedale di Legnano si trovò ad affrontare durante il conflitto furono quelli legati alle ristrettezze economiche, che impedirono i programmati ampliamenti dei fabbricati e la già decisa creazione di nuovi reparti. L'unica emergenza fu quella causata dall'unico bombardamento a cui fu sottoposta Legnano: nella notte tra il 13 e il 14 agosto 1943 alcuni aerei britannici, diretti a Milano, sganciarono per errore due bombe su Legnano. Una cadde in campagna, mentre l'altra colpì il quartiere di Legnanello, distruggendo una casa e un'officina. Questa bomba causò 30 morti e una quarantina di feriti, che vennero ricoverati all'ospedale di Legnano. A causa dei continui allarmi aerei fu deciso di collegare i vari padiglioni con corridoi sotterranei e di realizzare due rifugi antiaerei.

### Dal secondo dopoguerra agli anni cinquanta
Terminata la seconda guerra mondiale, i componenti del consiglio di amministrazione dell'ospedale tornarono a pensare agli urgenti lavori di ammodernamento che erano necessari già da tempo, il cui iter realizzativo era stato interrotto dal conflitto. Il consiglio di amministrazione chiese ai comuni che facevano parte del circolo dei fondi per realizzarli: nel marzo del 1947, alla fine della raccolta, si raggiunse la somma di 2.952.497 lire, grazie alla quale si poté ammodernare il padiglione Vignati per renderlo funzionale al trasferimento del reparto isolamento, ingrandire i magazzini, ampliare l'entrata di corso Sempione rendendola meglio fruibile da parte degli autoveicoli e la ristrutturazione della portineria. È sempre di questi anni l'istituzione del servizio di anestesia e del reparto di rianimazione, provvedimento che anticipò di circa 15 anni l'obbligo, decretato dal Ministero della Sanità il 1º luglio 1963, di avere questi servizi.

Panorama dell'ospedale civile di Legnano in una foto del 1952, poco dopo la realizzazione del padiglione di traumatologia e infortunistica, che si vede in alto a destra

All'interno del padiglione Vignati era presente il reparto di traumatologia e infortunistica, reparto che però non era situato in uno spazio consono a soddisfare tutte le esigenze mediche necessarie per avere un servizio all'altezza. Venne quindi deciso di realizzare un nuovo padiglione da destinare interamente a questo reparto: il nuovo edificio sia sarebbe costruito tra i padiglioni gemelli di medicina e chirurgia, così da formare un unico complesso edilizio a forma di ferro di cavallo. Tra l'ospedale di Legnano e le aziende locali era in essere - fin dalla fondazione del nosocomio - una convenzione che obbligava le industrie di Legnano a corrispondere un contributo annuo all'ospedale per coprire le spese dei ricoveri causati da infortuni sul lavoro.
Nel 1949 iniziò la raccolta fondi per la realizzazione del padiglione traumatologia infortunistica. I primi che versarono il loro contributo furono gli operai dei comuni del circolo, che elargirono il loro obolo donando la retribuzione di una giornata di lavoro. Grazie ad altri finanziamenti raccolti dal comitato dell'erigendo padiglione, si raggiunse la cifra di 25 milioni di lire. Gli imprenditori del Legnanese decisero invece di pagare tutti gli arredamenti e le attrezzature del futuro reparto, a cui si aggiunsero sovvenzioni dei comuni, delle banche locali, privati, commercianti. Grazie infine al contributo di 60 milioni di lire versato dal ministero dei Lavori Pubblici e al mutuo da 90 milioni acceso dall'amministrazione ospedaliera presso l'INAIL, nel maggio del 1948 si fu in grado di far partire i lavori di costruzione del nuovo padiglione. I lavori terminarono nel 1951, mentre dall'anno successivo il nuovo padiglione entrò in funzione. La costruzione del nuovo padiglione, che possedeva 100 posti letto, permise di liberare 50 letti del padiglione chirurgia, precedentemente assegnati al reparto di traumatologia, che fecero raggiungere al primo reparto citato 150 posti letto. Nel 1959 in questo edificio vennero trasferiti il pronto soccorso, la farmacia dell'ospedale e il reparto di ginecologia e ostetricia. Nel 1951 venne invece realizzato un nuovo piano nel padiglione di chirurgia, che permise la realizzazione di una nuova area destinata alle sale operatorie dotata delle più moderne tecnologie e che venne dedicata a Felice Gajo.

Ingresso di via Candiani del vecchio ospedale civile di Legnano in una foto di fine anni sessanta del XX secolo. Sulla destra, i binari della tranvia Milano-Gallarate, che è stata soppressa nel 1966

In occasione della cerimonia per il 50º anniversario di fondazione dell'ospedale, il 20 dicembre 1953, venne posata la prima pietra del nuovo padiglione che avrebbe dovuto ospitare il nuovo centro di rieducazione psicofisica per gli infortunati civili. Altre tre iniziative importanti che vennero prese in seno alle celebrazioni del 50º anniversario furono la dedicazione della via Ospedale - ovvero della strada dov'è presente la cosiddetta "entrata vecchia" dello storico nosocomio - a Cesare Candiani, l'adozione di un santo patrono, che fu scelto in sant'Erasmo, già santo titolare della vicina e omonima chiesa e dell'adiacente ed omonimo ospizio, e l'adozione da parte dell'ospedale di un labaro, che venne poi disegnato dal pittore Mosé Turri. Questo labaro aveva due facciate: su una era riportata l'immagine di sant'Erasmo con un ammalato sdraiato su un letto, mentre sull'altra era raffigurato in posizione centrale l'emblema dell'ospedale (che venne creato per l'occasione) circondato dagli stemmi dei comuni che formavano il circolo ospedaliero. L'emblema venne poi concesso ufficialmente all'ente ospedaliero dal decreto del Presidente della Repubblica del 26 giugno 1955.
Un altro edificio costruito negli anni cinquanta fu il centro di rieducazione per i mutilati sul lavoro, che fu il primo realizzato in Italia. Inaugurato nel settembre del 1955 alla presenza del presidente della Repubblica Giovanni Gronchi, e situato sull'area un tempo occupata dalla colonia elioterapica, fu il primo realizzato in Italia e restò attivo fino al novembre del 1982 quando venne trasferito, complice il minor afflusso di pazienti, all'interno dell'ospedale di Legnano. Adiacente al centro di rieducazione per i mutilati sul lavoro venne costruita una chiesa, che fu consacrata dall'arcivescovo di Milano Giovanni Battista Montini il 4 luglio 1961 e che si trova tuttora all'interno dell'area che ospita il centro psicosociale, ovvero il servizio legato al reparto di psichiatria dell'ospedale di Legnano che è stato trasferito nell'area dell'ex-colonia elioterapica nel 1990.
Negli anni cinquanta l'ospedale di Legnano era giunto a un livello di qualità dei servizi e di modernità degli impianti e delle attrezzature sanitarie estremamente elevato. Considerando anche l'elevata capacità ricettiva dei suoi padiglioni, che arrivava a 600 posti letto totali ospitati in sette padiglioni, il nosocomio legnanese raggiunse una riconosciuta rilevanza a livello nazionale.

### Dagli anni sessanta agli anni duemila

Il monoblocco dell'ospedale civile di Legnano in via di costruzione

Il monoblocco dell'ospedale civile di Legnano in via di costruzione

Grazie alla rilevanza e all'importanza conseguita, all'ospedale di Legnano venne riconosciuta, tramite decreto del Ministero della Sanità datato 6 luglio 1960, la prima categoria nazionale degli ospedali generali. Gli anni sessanta furono soprattutto caratterizzati dalla crescita quantitativa e qualitativa dei servizi offerti. Complice l'allargamento della platea dei mutuati, nella cui categoria finì quasi la totalità della popolazione italiana, fu necessario rivedere anche l'organizzazione dell'ente ospedaliero, soprattutto alla luce del forte incremento dei ricoveri. Per prima cosa venne aumentato il numero dei posti letto, che nel 1964 raggiunse le 950 unità. Fu poi migliorata notevolmente la dotazione di attrezzature mediche, sia quantitativamente che qualitativamente. I fondi per realizzare queste iniziative vennero erogati dallo Stato, dalla provincia di Milano e dai comuni del circolo ospedaliero: grazie al maggior movimento di denaro, il bilancio, che venne sempre chiuso in pareggio, raggiunse la cifra di 3 miliardi di lire. Nel 1964 l'amministrazione dell'ospedale decise di far partire l'iter per un ulteriore ampliamento del complesso edilizio, che sarà poi completato successivamente. L'area su cui costruire i nuovi edifici venne individuata su alcuni terreni liberi da costruzioni che erano i contigui all'area di proprietà dell'ospedale; complessivamente, questi terreni, avevano una superficie di oltre 12.500 metri quadrati. 
Gli anni sessanta furono caratterizzati anche da varie ristrutturazioni di edifici già esistenti, tra cui il padiglione che ospitava il reparto pediatria e che venne destinato a ospitare il nuovo reparto di otorinolaringoiatria, e il padiglione Vignati, che venne invece destinato a ospitare il nuovo reparto di oculistica, mentre il reparto di isolamento, che era situato in una costruzione sita in via colli di Sant'Erasmo su un terreno che si trova a nord-est del complesso ospedaliero, fu ampliato. Contestualmente, venne creato il nuovo reparto di urologia, che venne sistemato nel padiglione Bernocchi. È sempre dello stesso periodo la fusione dell'ospedale di Legnano con l'Opera Pia Fondazione Banfi, ente che venne fondato il 20 agosto 1921, mentre nel 1964 fu creata la divisione di chirurgia plastica e della mano, che ha nel tempo raggiunto una rilevanza di livello nazionale. Nel 1967 venne invece l'apertura del reparto di rianimazione e di terapia intensiva. All'inizio degli anni sessanta, grazie agli ampliamenti e alle ristrutturazioni, che portarono alla crescita del numero dei letti disponibili fino a raggiungere i 700 posti, il numero di ricoveri crebbe considerevolmente, anche a fronte dell'incremento demografico del Legnanese, che nel periodo citato raggiunse i 125 000 abitanti. A causa del forte incremento della popolazione, l'ospedale di Legnano era però a malapena in grado di soddisfare le necessità della zona, e quindi fu predisposto un piano di ampliamento che avrebbe portato il numero dei posti letto a crescere dai 700 ai 1.200, piano che sarebbe costato 1 miliardo e 300 milioni di lire: 1 miliardo fu poi ottenuto dalla Cariplo, mentre 300 milioni dall'INA.
Come primo passo furono acquistate le aree necessarie per ampliare l'ospedale. Venne deciso di acquisire i terreni liberi che erano adiacenti all'area di proprietà del nosocomio legnanese. Per prima cosa fu acquistato l'area dove sorgeva il deposito della tranvia Milano-Gallarate, che di lì a poco sarebbe stata soppressa: questi terreni vennero acquistati ufficialmente il 19 ottobre 1967. La serie di acquisizioni fu poi completata dalla già citata area appartenente alla De Angeli-Frua, che aveva precedentemente donato all'ospedale l'edificio che vi sorgeva ma non il terreno, a fronte della cessione di un'area situata in zona San Bernardino e appartenente all'ospedale all'azienda De Angeli-Frua. A questi nuovi terreni si aggiunse l'area occupata dalla via Forlanini, ovvero di una strada comunale che rappresentava il prolungamento di via Gorizia oltre corso Sempione, che venne soppressa e inglobata nel complesso ospedaliero. In particolare, il progetto prevedeva la realizzazione di un edificio a monoblocco a sette piani che avrebbe avuto una forma a croce di Lorena da realizzare a destra del padiglione che ospitava il reparto di traumatologia. Nel nuovo edificio a monoblocco sarebbero stati trasferiti, tra gli altri servizi, il pronto soccorso e l'accettazione, mentre in altre due nuove costruzioni sarebbero state ospitate il reparto di isolamento per le malattie infettive, la lavanderia e la cucina.

Inaugurazione del monoblocco dell'ospedale alla presenza dell'arcivescovo di Milano Giovanni Colombo (12 marzo 1970)

La posa della prima pietra del monoblocco ebbe luogo il 20 novembre 1967, mentre il primo lotto del nuovo edificio, che era in grado di ospitare 240 posti letto, fu inaugurato il 12 marzo 1970 alla presenza dell'arcivescovo di Milano Giovanni Colombo. Vista la crescita consistente del complesso edilizio ospedaliero, il monoblocco comprendeva anche una nuova centrale termica a servizio dell'intero ospedale che era in grado erogare fino a 7 milioni di cal/h. Il rinnovato ospedale di Legnano fu oggetto di due visite del ministro della Sanità; il 17 aprile 1972 lo visitò il senatore Athos Valsecchi, mentre il 9 gennaio 1973 l'onorevole Remo Gaspari. Questi due eventi furono la cartina tornasole dell'importanza che il nosocomio legnanese aveva raggiunto. Nel 1972, in occasione della prima visita ministeriale, l'ospedale di Legnano raggiunse gli 850 dipendenti, che erano distribuiti in 15 reparti. Grazie al citato ampliamento, al nosocomio di Legnano venne riconosciuta, grazie alla legge regionale nº55 del 3 settembre 1974, la qualifica di "ospedale generale provinciale". Grazie poi al trasferimento della gestione della sanità dallo Stato alle neocostituite Regioni, crebbero considerevolmente i fondi destinati ai singoli nosocomi a fronte della perdita di una parte di autonomia che i nosocomi avevano goduto fino ad allora. La seconda parte del monoblocco venne invece costruita a partire dall'aprile 1973 con un'interruzione avvenuta dal dicembre 1975 al febbraio 1976 causata da un problema legato ai finanziamenti regionali. Dal 1974, complice l'ampliamento dell'ospedale, venne deciso di aumentare il numero di dipendenti, che passò da 1.084 a 1.360; nell'anno in questione si toccò anche il numero massimo di posti letto mai raggiunto dal nosocomio legnanese: 1.180. Il 12 dicembre 1978, in seguito all'entrata in vigore del provvedimento legislativo che istituiva il Servizio Sanitario Nazionale, l'ospedale di Legnano venne inserito nella USSL n°70.

Il monoblocco dell'ospedale civile di Legnano in una foto della prima parte degli anni settanta del XX secolo

Gli anni settanta furono importanti anche per l'attivazione di alcuni servizi sanitari. Nel 1972 vennero creati i reparti di neurochirurgia e di oncologia, mentre dall'anno successivo entrò in funzione il servizio di emodialisi, che era fornito di sei reni artificiali. L'istituzione della neurochirurgia, con i suoi cospicui investimenti per l'acquisto delle apparecchiature, fu un evento di grande rilievo, tant'è che venne inaugurata dal ministro della sanità Athos Valsecchi durante la sua già citata visita al nosocomio legnanese. Sempre nel 1973 venne attivata l'attività di medicina nucleare, originariamente facente parte del reparto di radiologia e poi diventata indipendente come "istituto di medicina nucleare". Quest'ultimo, grazie all'elevato livello tecnologico delle apparecchiature, raggiunse una rilevanza che andò oltre i confini locali. Degna di nota fu anche l'assegnazione di una TAC, all'epoca recentissimo ritrovato tecnologico che era posseduto, in regione Lombardia, solamente da altri undici ospedali.
Il secondo monoblocco fu terminato solamente nel marzo del 1988 anche a causa di alcune vicissitudini giudiziarie. Al secondo monoblocco ne seguì un terzo, che venne ultimato nel 1995 e che completò, secondo il progetto iniziale, l'edificio. Negli anni novanta del XX secolo l'area dove sorgeva l'ospedale di Legnano raggiunse una superficie di circa 72 000 metri quadrati, su cui erano presenti 30 edifici. Nel 1992 l'ospedale di Legnano, sulla scorta della riforma del Servizio Sanitario Nazionale (Decreto legislativo 30 dicembre 1992, n. 502) voluta da Francesco De Lorenzo, fu scorporato dall'ASL e si trasformò il azienda ospedaliera venendo dotato di ampia autonomia gestionale e organizzativa. Nel 1998 l'azienda ospedaliera di Legnano venne suddivisa quattro stabilimenti ospedalieri (Legnano, Cuggiono, Magenta e Abbiategrasso), che avevano come punto di riferimento due presidi ospedalieri (Legnano e Magenta). Dal 1998 al 2002 furono istituiti nuovi reparti, tra cui la cardiochirurgia, e costruiti due nuovi padiglioni, che vennero destinati alle malattie infettive e al reparto maternità.

## Il nuovo ospedale civile di Legnano

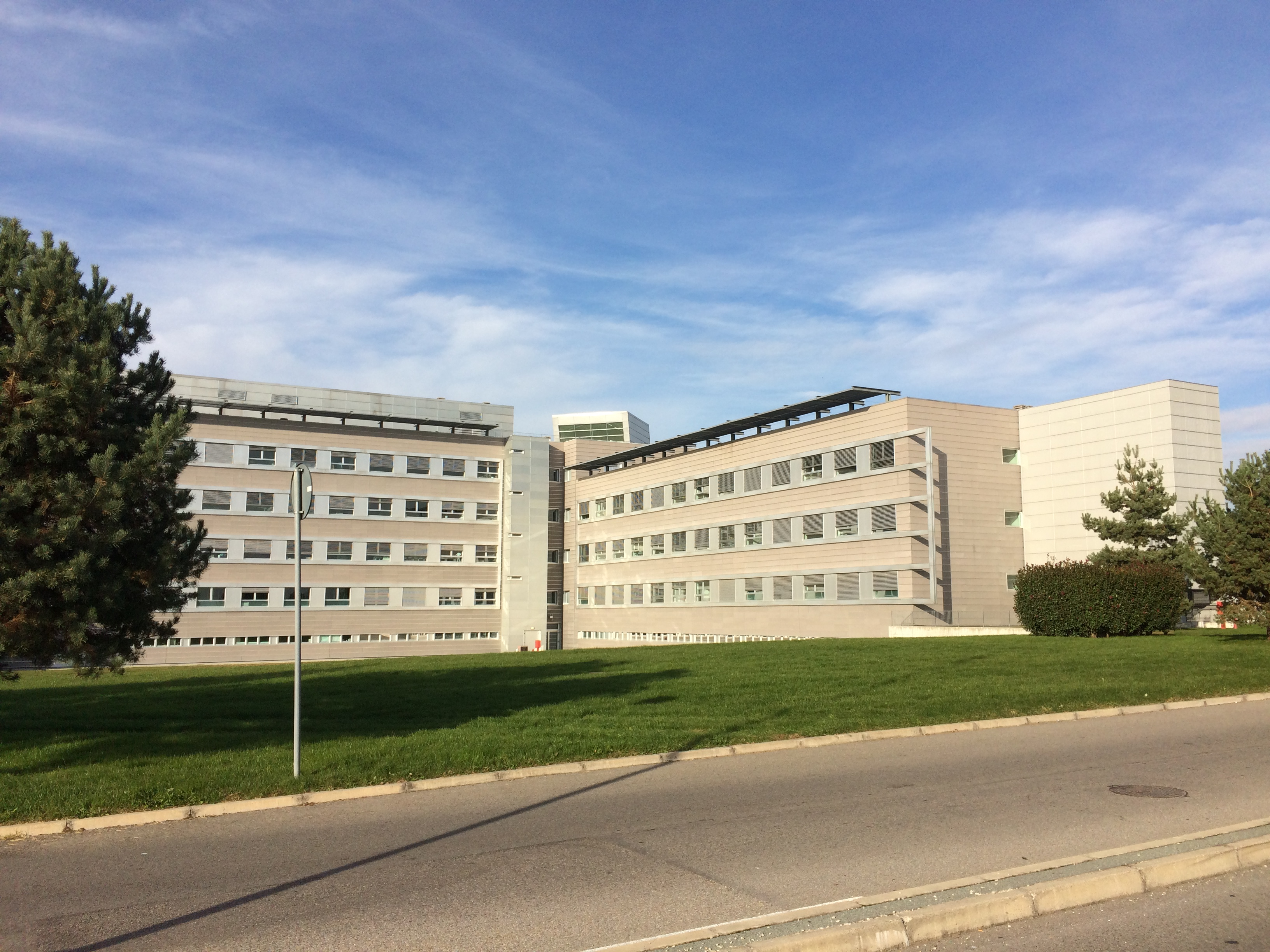
Il nuovo ospedale di Legnano di via papa Giovanni Paolo II

Dato che a cavallo tra il II e il III millennio l'ospedale di Legnano aveva raggiunto una rilevanza di livello nazionale, è stato deciso di realizzare un complesso edilizio totalmente nuovo, soprattutto alla luce delle caratteristiche degli edifici dello storico nosocomio legnanese di via Candiani, che sono stati realizzati nel corso dei decenni precedenti secondo criteri superati (principalmente per quanto riguarda la struttura a padiglioni separati) e che risultavano difficilmente migliorabili soprattutto da un punto di vista funzionale a meno di investire un ingente quantitativo di denaro. Un altro aspetto che ha spinto alla decisione di costruire un nuovo ospedale, è l'ubicazione del vecchio nosocomio, che si trova in una zona semi-centrale di Legnano, con tutti i problemi connessi alla viabilità e alla mancanza di parcheggi. Un terzo problema era legato ai servizi: con l'arrivo del III millennio, l'idea di servizio ospedaliero è cambiato. Si è infatti giunti a un concetto che tende, rispetto al passato, alla limitazione del numero dei posti letto e dei giorni di degenza, a fronte di una focalizzazione sui malati gravi, su una chirurgia meno invasiva e su una maggiore l'attenzione verso la diagnosi e l'assistenza domiciliare.
Nel febbraio del 2001 è iniziato ufficialmente l'iter per realizzare la nuova struttura con la presentazione dello studio di fattibilità del nuovo nosocomio alla regione Lombardia. Il 26 marzo 2002 è stata approvata dal consiglio comunale una variante del piano regolatore del comune di Legnano che ha previsto la costruzione del nuovo ospedale nel quartiere legnanese di San Paolo, dei relativi parcheggi e di una grande area verde, nonché delle infrastrutture viarie di collegamento con le zone circostanti; il 5 aprile 2002 è stato invece presentato in regione Lombardia il progetto di dettaglio. Il progetto ha previsto la costruzione di un complesso ospedaliero realizzato come edificio unico non diviso a padiglioni di 70.000 m² di superficie distribuiti su cinque piani.
Il nuovo ospedale di Legnano, che è stato inaugurato il 4 febbraio 2010, si trova in via Papa Giovanni Paolo II. Il nuovo nosocomio si sviluppa su 116.120 m², è circondato da un'area verde di 27.000 m² ed ha 550 posti letto.

## Statistiche
Le statistiche storiche salienti relative all'ospedale di Legnano sono:
| Anno | Numero posti letto | Numero totale annuo di ammalati ricoverati |
| ---- | ------------------ | ------------------------------------------ |
| 1903 | 40                 | 69                                         |
| 1910 | 60                 | 543                                        |
| 1920 | 90                 | 574                                        |
| 1930 | 220                | 1.827                                      |
| 1940 | 340                | 5.460                                      |
| 1950 | 600                | 10.013                                     |
| 1960 | 848                | 13.844                                     |
| 1970 | 1.000              | 21.559                                     |
| 1980 | 955                | 24.831                                     |
| 1990 | 788                | 22.455                                     |
| 2000 | 750                | 26.207                                     |